# Universidade de Saint-Boniface
A Universidade de Saint-Boniface (em francês: Université de Saint-Boniface) ou USB é uma universidade pública de língua francesa localizada no bairro Saint Boniface de Winnipeg, Manitoba, Canadá. Como uma instituição afiliada da Universidade de Manitoba, a USB oferece programas universitários gerais e especializados, além de treinamento técnico e profissional. Em 2014, as matrículas contavam com 1.368 alunos regulares e mais de 4.200 matrículas em sua Divisão de Educação Continuada, que inclui uma escola de idiomas.